# 悲傷草原
悲傷草原（英语：The Weeping Meadow；希臘语：Το Λιβάδι που δακρύζει）是希臘導演安哲羅普洛斯于2004年执导的电影，為希臘三部曲之第一部。

## 內容
故事取材自希臘神話，關於一個女人的命運及其愛情悲劇。
苏俄红军1919年侵入敖德萨，居住當地的希臘人被強迫返回祖國。主角Spyros(父親)，Danae(母親)，兩夫妻的兒子Alexis以及孤兒艾蓮妮(Eleni)在河畔旁另起一個家。後來Spyros富裕起來，而妻子又已死去，就打算與艾蓮妮結婚。不過早前，艾蓮妮卻為Alexis生下了雙胞胎，Yorgis and Yannis，都由別人收養了。不久，在小提琴家Nikos的幫助下，Alexis和艾蓮妮一起遠走高飛；Spyros十分憤怒，四處找尋兩人，但最後因心臟病逝去。
在新地方生活十分艱難，特別是在目的地，Alexis和艾蓮妮找回自己的兒子，一家四口難有溫飽。1936年，義德兩軍入侵希臘的消息傳來，激起眾青年參軍抗敵，其中包括Nikos和Alexis。希臘戰敗後，法西斯控制大權，Alexis為了能夠繼續戰鬥，同意先逃往美國。艾蓮妮與兒子無依無助，更遭法西斯軍人因政治原因拘禁至1946年。她這時才知道，Alexis已經在太平洋戰爭的最後一天陣亡；而她的雙胞胎則在希臘內戰時相殘，一起死了。

## 哭泣的草原
根據BBC對安哲羅普洛斯的訪問，艾蓮妮是“the Eleni of myth, the Eleni of all the myths who is pursued... but who also pursues absolute love”。
在電影中的一幕，村莊水浸，難民待在船上等候救援；這裡就顯示了大自然的力量，能夠衝擊社會和人的生活。

## 續
- 第二部曲：希望之翼(The Third Wing)
- 第三部曲：永恆歸來(The Eternal Return)

## 外部連結
- http://www.bbc.co.uk/films/2005/01/14/trilogy_the_weeping_meadow_2005_review.shtml （页面存档备份，存于）